# Feuille (carte à jouer)
Pour les articles homonymes, voir Feuille.

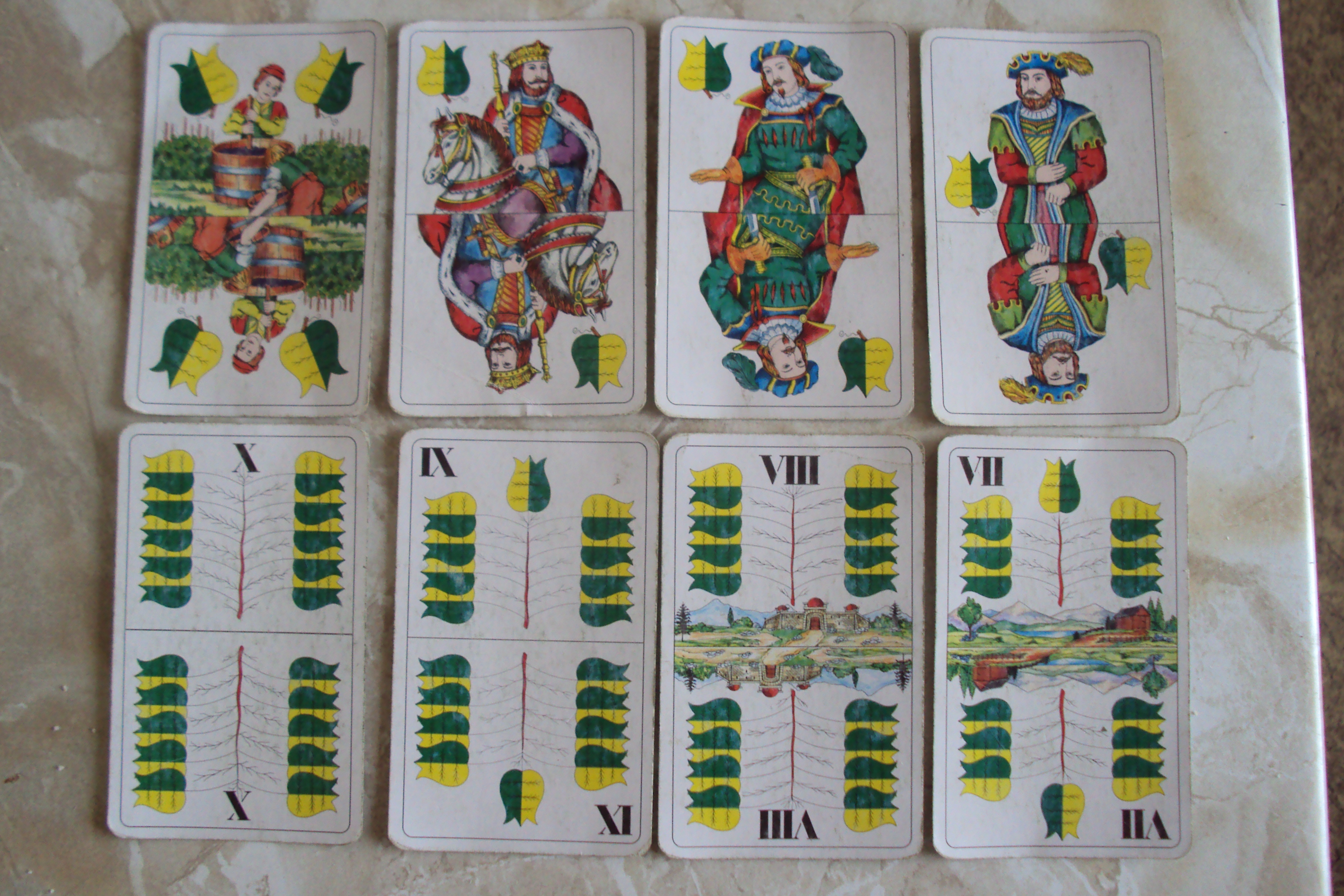
Les feuilles d'un jeu de cartes allemand au portrait de Bavière.

La feuille (en allemand : Laub) est une enseigne de cartes à jouer et l'une des quatre enseignes germaniques avec le cœur, le gland et le grelot.

## Caractéristiques
Comme son nom l'indique, la feuille est représentée par une feuille stylisée, verte. La moitié gauche est plus claire que la moitié droite ; elle peut parfois être jaune. Des nervures sont visibles. Le pétiole est généralement représenté. Il peut être muni de feuilles de plus petite dimension.
En hongrois, la feuille est appelée Levél (« feuillage »), ou Zöld (« vert »). Elle correspond au pique des enseignes françaises. Dans le jeu de cartes suisse, il est remplacé par le bouclier.
Le gland est la deuxième plus forte couleur dans les jeux de Skat, de Doppelkopf et de Schafkopf (de), et la deuxième plus faible à la Préférence (de).

## Historique
L'enseigne de feuille a pour origine l'enseigne d'épée des enseignes latines.